# Давтян, Ваге (футболист)
Ваге Давтян (арм. Վահե Դավթյան; 17 августа 1983, Ереван) — армянский футболист, правый полузащитник.

## Биография
Дебютировал в высшей лиге Армении в 2001 году в составе вновь основанного столичного клуба «Бананц». За этот клуб за последующие пять сезонов сыграл 77 матчей и забил 4 гола в чемпионате страны. Становился серебряным (2003) и бронзовым (2002, 2004, 2005) призёром чемпионата; финалистом Кубка Армении (2003, 2004). В 2006 году числился в ереванском «Арарате», но выходил на поле только на старте сезона в кубковых матчах.
С 2007 года в течение пяти сезонов играл за «Гандзасар» (Капан), провёл более 100 матчей и забил более 10 голов в высшей лиге. Бронзовый призёр чемпионата Армении 2008 и 2011 годов. Летом 2009 года принял участие в двух матчах Лиги Европы против голландского «НАК Бреда». В 2012 году перешёл в клуб первой лиги Армении «Алашкерт», но не доиграл до конца сезона и завершил карьеру, а его команда стала победителем турнира сезона 2012/13.
Выступал за молодёжную сборную Армении.

## Статистика выступлений
| Выступление      | Выступление      | Выступление      | Лига | Лига | Кубки | Кубки | Еврокубки | Еврокубки | Итого | Итого |
| Клуб             | Лига             | Сезон            | Игры | Голы | Игры  | Голы  | Игры      | Голы      | Игры  | Голы  |
| ---------------- | ---------------- | ---------------- | ---- | ---- | ----- | ----- | --------- | --------- | ----- | ----- |
| Бананц           | Высшая           | 2001             | 17   | 1    | 2     | 0     | —         | —         | 19    | 1     |
| Бананц           | Высшая           | 2002             | 17   | 1    | ?     | ?     | —         | —         | ?     | ?     |
| Бананц           | Высшая           | 2003             | 24   | 1    | ?     | ?     | —         | —         | ?     | ?     |
| Бананц           | Высшая           | 2004             | 7    | 0    | ?     | ?     | —         | —         | ?     | ?     |
| Бананц           | Высшая           | 2005             | 12   | 1    | ?     | ?     | —         | —         | ?     | ?     |
| Бананц           | Итого            | Итого            | 77   | 4    | ?     | ?     | —         | —         | ?     | ?     |
| Арарат           | Высшая           | 2006             | 0    | 0    | ?     | 2     | —         | —         | ?     | 2     |
| Арарат           | Итого            | Итого            | 0    | 0    | ?     | 2     | —         | —         | ?     | 2     |
| Гандзасар        | Высшая           | 2007             | 25   | 4    | ?     | ?     | —         | —         | ?     | ?     |
| Гандзасар        | Высшая           | 2008             | 13+  | 2+   | ?     | ?     | —         | —         | ?     | ?     |
| Гандзасар        | Высшая           | 2009             | 25   | 6    | ?     | ?     | 2         | 0         | ?     | ?     |
| Гандзасар        | Высшая           | 2010             | 18   | 0    | 2     | 0     | —         | —         | 20    | 0     |
| Гандзасар        | Высшая           | 2011             | 22   | 1    | 4     | 0     | —         | —         | 26    | 1     |
| Гандзасар        | Итого            | Итого            | 103+ | 13+  | ?     | ?     | 2         | 0         | ?     | ?     |
| Алашкерт         | Первая           | 2012/13          | ?    | ?    | 1     | 0     | —         | —         | ?     | ?     |
| Алашкерт         | Итого            | Итого            | ?    | ?    | 1     | 0     | —         | —         | ?     | ?     |
| Всего за карьеру | Всего за карьеру | Всего за карьеру | 180+ | 17+  | ?     | ?     | 2         | 0         | ?     | ?     |

1. ↑  В графу «Кубки» входят игры и голы в национальных кубках, кубках лиги и суперкубках